# Black Tom Cassidy
Black Tom Cassidy (Thomas Eamon) —Tom el Negro en España— es un supervillano irlandés que aparece en cómics estadounidenses publicados por Marvel Comics. El personaje generalmente se representa como un enemigo de los X-Men, y de su primo llamado Banshee. Además de luchar contra los X-Men, se ha enfrentado con Deadpool varias veces.
Black Tom es un mutante que puede manipular, vincularse y proyectar energía a través de la vida vegetal. También es capaz de lanzar explosiones conmovedoras con un objeto de madera, generalmente un shillelagh. Tom era la oveja negra de una prominente familia irlandesa. En secreto, crio a la hija de Banshee, Siryn, de cuya existencia Banshee no era consciente, y la reclutó en su banda criminal. Black Tom también fue un compañero criminal desde hace mucho tiempo del gran villano Juggernaut, hasta la reforma de Juggernaut.
Black Tom Cassidy hizo su debut para Deadpool 2, interpretado por Jack Kesy.

## Historial de publicaciones
Creado por el escritor Chris Claremont y el artista Dave Cockrum, Black Tom Cassidy apareció por primera vez como una figura sombría en Uncanny X-Men # 99 (junio de 1976). Más tarde hizo su primera aparición completa en Uncanny X-Men # 101 (octubre de 1976).

## Biografía ficticia

### Origen y juventud
Black Tom nació en Dublín. Es el primo de Sean Cassidy, alias Banshee, un miembro de los X-Men. Era también el único amigo de Juggernaut.
Su poder principal original era él de poder generar ráfagas de calor a través de una madera, como la cachiporra que a menudo llevaba. Su rivalidad con Sean se deriva desde que Sean ganó el Cassidy Keep, los bienes, y la fortuna de la familia Cassidy a Tom en un juego de dados. También fueron rivales por una mujer llamada Maeve Rourke, quien se casó con Sean.
Mientras que Sean estaba fuera, trabajando para la Interpol, Maeve dio a luz a su hija, Theresa. No mucho después, Maeve murió en un bombardeo de la IRA. Sin medios para ponerse en contacto con Sean, Tom se hizo cargo de Theresa.
Cuando Sean volvió para saber de la muerte de su esposa, quedó devastado. Antes de que Tom pudiera hablarle de la existencia de su hija, Sean atacó a Tom con su grito sónico por no haber cuidado mejor de Maeve.
Mientras que Sean se fue volando, Tom cayó en un abismo. Se fracturó una pierna como consecuencia del ataque, que lo dejó con una cojera. Enojado, Tom juró que se vengaría de Sean y se comprometió a no contarle nada a su hija, criándola como suya.

### Carrera como supervillano
Más tarde, Tom se convirtió en un criminal y entró en conflicto con la ley y fue aprehendido. Mientras cumplía una condena en prisión, Tom conoció y entabló amistad con Juggernaut. Los dos se hicieron buenos amigos y aliados, y trabajaron juntos en muchas misiones. Como parte de su plan de venganza en contra de Sean, Tom asesinó a un aliado abogado de Banshee. Black Tom y Juggernaut combatieron a Banshee y los otros X-Men. Fue derrotado en un duelo por Banshee. Black Tom y Juggernaut también contrataron a Arcade para matar a los X-Men.
En una misión en San Francisco, con Juggernaut y Theresa (ahora bajo el nombre en clave de Siryn), Tom encontró y luchó contra Spider-Woman, junto con varios de los X-Men. Este conflicto terminó con la captura temporal de Tom. Mientras estaba detenido, Tom exoneró a Theresa de la responsabilidad por sus crímenes y escribió una carta a Sean explicándole quién era ella. Los X-Men llevaron a Theresa de regreso a casa, donde se reunió con alegría con su padre.
Tom envió a Juggernaut para secuestrar a Madame Web, observando la batalla Juggernaut con Spider-Man desde lejos. Black Tom estaba dotado brevemente con la mitad de los poderes de Juggernaut otorgados por el Rubí de Cyttorak.
Tiempo después, Tom tuvo al External Gideon y a Mancha solar como rehenes en nombre de Arianna Jankos. Él utilizó un teletransportador interdimensional para devolver a Juggernaut a la Tierra, luego de haber estado en otra dimensión. Luego luchó contra Siryn y sus compañeros de equipo, Fuerza-X, atacando las Torres Gemelas de Nueva York. Cable baleó a Tom, quien sobrevivió gracias a Deadpool, quien lo llevó con su líder, Mr. Tolliver.

### Transformación
Después de haber sido baleado por Cable, Tom fue llevado a Francia, donde los médicos le injertaron una sustancia similar a la madera en sus heridas, lo que le permitió canalizar sus bio-explosiones directamente a través de sus puños. Lamentablemente, debido a un virus genético, la sustancia extendió sobre el cuerpo de Tom, y sólo las células mutadas del mercenario Deadpool (debido a su factor de curación ) fueron capaces de ayudar a Tom a detener la propagación del virus. A pesar del plan original era capturar a Deadpool y copiar sus poderes, uno de los subordinados de Tom logró romper la mano de Deadpool.
El efecto de las células de Deadpool no duró por mucho tiempo. La difusión comenzó de nuevo, hasta el punto que Tom estaba compuesto por completo de la materia vegetal. Como resultado, sus poderes incluyeron el control y la manipulación de toda clase de vida vegetal, hasta el punto en que podía hacer plantas mutantes de sí mismo, o de cualquier otra persona. Estaba completamente loco, como consecuencia de ello.
Durante este tiempo, Tom resurgió como miembro de la última encarnación de la Hermandad de mutantes diabólicos. Antes, Juggernaut se había infiltrado en los X-Men como parte del plan de la Hermandad, aunque Juggernaut cambió lentamente durante su tiempo con los X-Men, en su mayoría, debido a la influencia positiva del joven Sammy Paré. Juggernaut se reincorporó a la Hermandad en secreto para planear el giro cuando fuera el momento adecuado. Sammy tropezó con el grupo, y suponiendo que Juggernaut estaba traicionando a los X-Men, comenzó a atacarlos. En represalia Tom brutalmente asesinó al niño, causando que Juggernaut atacara a Cassidy, desmembrandolol. Debido a su nueva fisiología semejante a la de las plantas, Tom, logró salvarse.
Juggernaut logró escapar y avisar a los X-Men, mientras que Tom dirigió un ataque en la Mansión X. Además de matar al cocinero de la escuela, su misión fue un fracaso. Al final Xorn aspiró a Tom y el resto de la Hermandad en un agujero negro.

### Tras elDía M
Después del "Día-M", Tom se despertó como un ser humano otra vez, perdiendo su mutación secundaria, pero, posiblemente, aún conservando sus antiguos poderes, junto con su cordura. La organización Black Air contrató a Tom para atacar a la nueva encarnación de Excalibur, de la cual Juggernaut era ahora un miembro. A pesar de que derrotó con facilidad a los demás, Juggernaut se enfrentó a su antiguo amigo y lo convenció para que se entregara por la muerte de Sammy, diciendo: "Era un chico, Tom".
Tom también mostró remordimiento por haber matado al niño, "Ese no era yo, Caín, tú lo sabes. Yo no estaba en mis cabales ... Tienes que entender ... que la vida loca, antes de ... era como un sueño"...

### Club Fuego Infernal
Cassidy fue reclutado por Sebastian Shaw para ser parte de la nueva encarnación del Club Fuego Infernal. Black Tom tomó el título de Alfil Blanco. Sin embargo, esta encarnación del club no prosperó al ser desestabilizada por la x-man Psylocke.
Black Tom termina haciendo las paces con Juggernaut y vuelven a formar yn dúo criminal. En un intento de saqueo en un yate en el Mar Mediterráneo, Black Tom y Juggernaut se enfrentan a los cinco X-Men originales desplazados en el tiempo. Black Tom es derrotado y entregado a las autoridades italianas.

## Poderes
Black Tom originalmente poseía la habilidad mutante de canalizar la energía a través de los objetos. Después de su primer encuentro con la muerte, Cassidy ganó la habilidad de canalizar la energía directamente desde sus puños. Luego de su segunda mutación, Cassidy adquirió la habilidad de manipular la vida vegetal, a un nivel tan molecular, que incluso podía generar "clones" vegetales de sí mismo.

## Otras versiones

### Dinastía de M
Black Tom aparece como miembro de los Merodeadores de Genosha.

### Ultimate Black Tom Casidy
Black Tom es un traficante de armas de Irlanda.

## En otros medios

### Televisión
- Black Tom Cassidy aparece en X-Men ("Saga de Fénix"). Él es contratado por Erik el Rojo y se une con Juggernaut para secuestrar a Lilandra Neramani. En la continuidad de la serie, se hace referencia a Tom y Banshee como hermanos, y Banhsee es el mayor. Después de una batalla con los X-Men y su hermano, Gladiator viene a la Tierra y lucha contra Juggernaut, arrojándolo lejos en el mar. Black Tom se va rápidamente.

### Cine
- Black Tom Cassidy aparece en la película de 2018 Deadpool 2 interpretado por Jack Kesy. Es visto como un recluso en el Icebox, una prisión para mutantes. Sus poderes nunca se muestran ya que usa un collar que le impide usarlos. Deadpool y Russell (Firefist) se encuentran con él y sus matones y los golpean. Más tarde, cuando los prisioneros están siendo transportados, Deadpool y Cable aparecen y comienzan a pelear. Durante la pelea, el arma de Cable se dispara y accidentalmente dispara a Cassidy, matándolo instantáneamente. Durante la mayor parte de la película, hay una mordaza sobre el nombre de Cassidy, ya que a veces se lo llama equivocadamente afroamericano debido a que la palabra "negro" está en su nombre.